# مقاطعة تيبيراري
مقاطعة تيبيراري هي إحدى مقاطعات أيرلندا الستة والعشرين.

## أعلام
- إدي أهيرن
- جون كوغلان
- جاستن باريت
- باتريك إي. بيرك
- روز ماينارد بارتون

## روابط إضافية
- Tipperary Institute نسخة محفوظة 23 فبراير 2001 على موقع واي باك مشين.
- County Tipperary Historical Society نسخة محفوظة 10 ديسمبر 2006 على موقع واي باك مشين.
- A website dedicated to the genealogical records of the county. It offers fragments of the 1766 census, the complete Down Survey, as well as a ream of other useful information